# Oléifacteur
Un oléifacteur est un propriétaire ou un exploitant d'une ou plusieurs huileries destinées à la production d'huile végétale et notamment celle de l'huile d'olive.

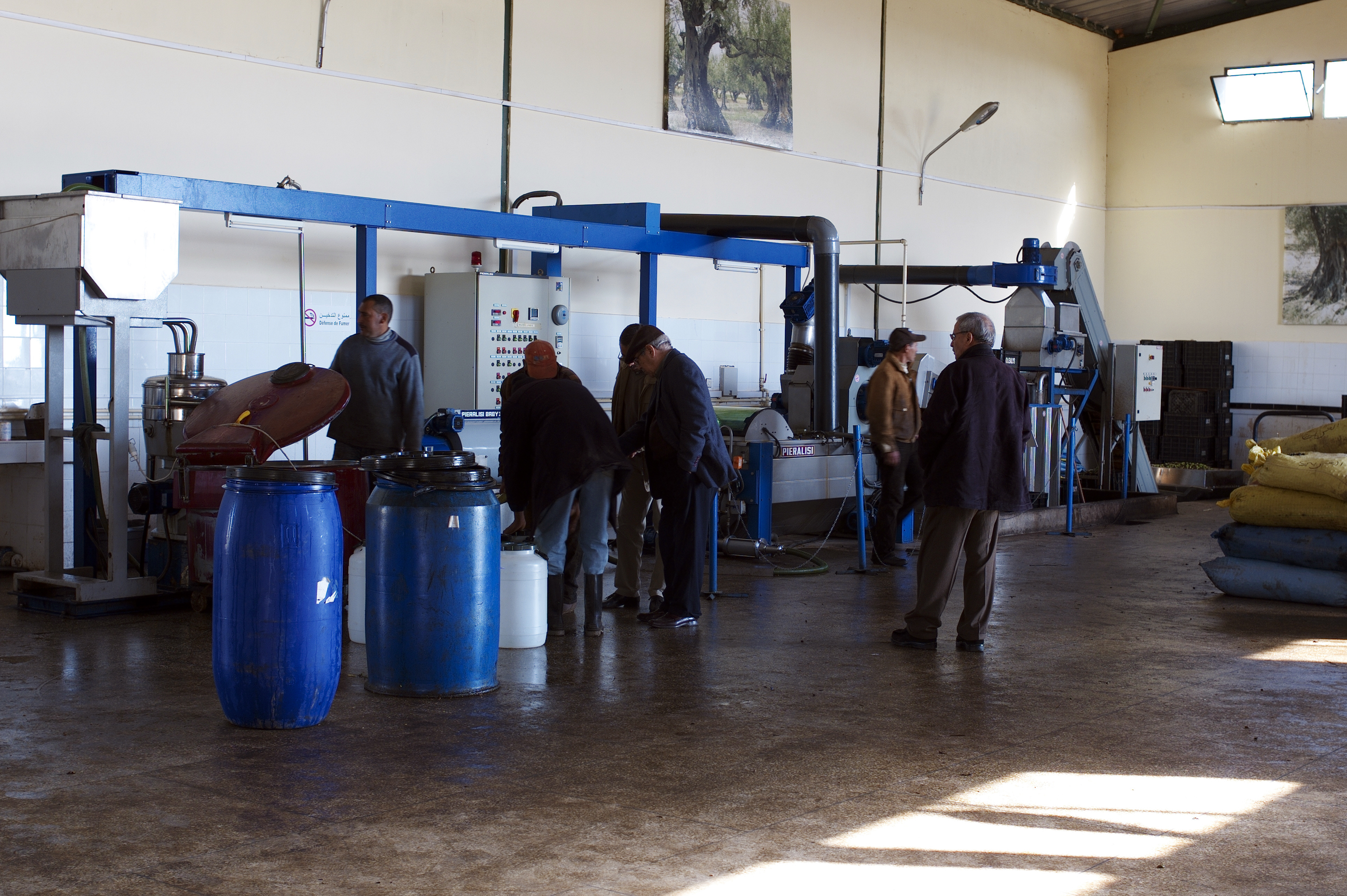
Une huilerie au Maroc

## Conditions d'exercice du métier
L'oléiculteur définit la stratégie de son entreprise, il choisit ses fournisseurs, décide de ses objectifs qualitatifs et quantitatifs de production, s'assure de la rentabilité de son entreprise.